# SignWriting
SignWriting est un système d'écriture permettant de lire et d'écrire toutes les langues gestuelles du monde. L'accès à la langue des signes en est ainsi rendu plus simple, puisque les sourds peuvent ainsi la préserver, et les entendants qui s'intéressent à la langue des signes peuvent ainsi l'apprendre plus facilement.
SignWriting est un système permettant la mise en écrit des diverses langues des signes. Il est hautement figuratif et visuellement iconique, à la fois dans les formes des personnages, qui sont des images très abstraites des mains, du visage et du corps, et dans leur disposition spatiale sur la page, qui ne suit pas un ordre séquentiel comme les lettres qui font des mots anglais écrits, mais répartit ces symboles dans un carré représentant visuellement l'espace du signant.
SignWriting a été développé en 1974 par Valerie Sutton, une danseuse qui avait développé DanceWriting deux ans plus tôt.

## Historique

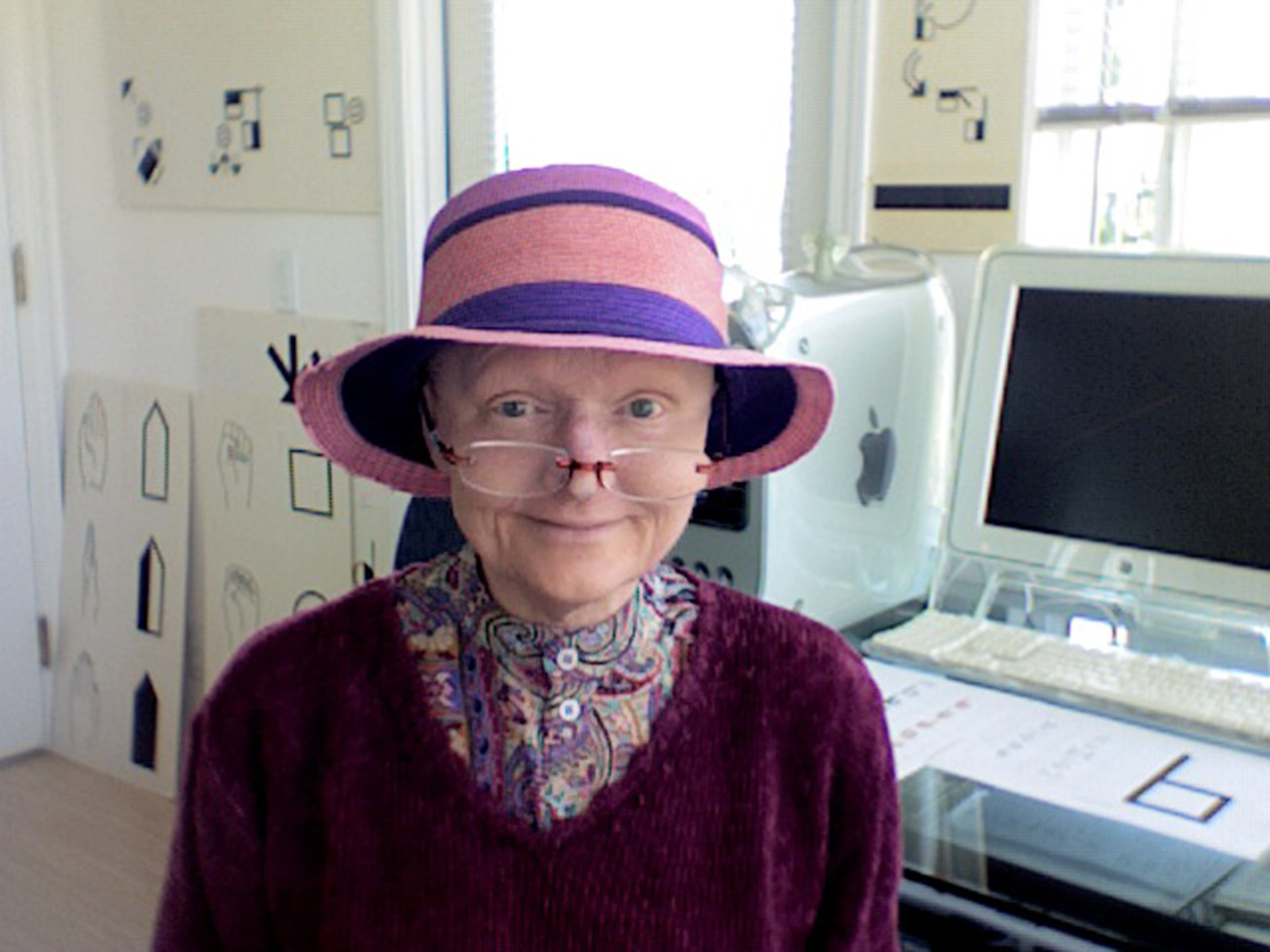
Valerie Sutton.

Valerie Sutton enseignait DanceWriting au Ballet royal danois. Lars von der Lieth, qui faisait des recherches sur la langue des signes à l'Université de Copenhagen, pensant qu'il serait utile d'employer une notation semblable pour l'enregistrement des langues des signes.
Sutton a basé SignWriting et DanceWriting et finalement amélioré le système au répertoire complet de MovementWriting. Cependant, seules SignWriting et DanceWriting ont été largement diffusées.
Bien qu'il ne soit pas le premier système d'écriture pour les langues des signes (voir la notation Stokoe (en)), SignWriting est le premier à représenter adéquatement les expressions faciales et les changements de posture, et à permettre de représenter des séries de signes plus longues que des mots composés ou des phrases courtes.
C'est le seul système utilisé régulièrement, utilisé par exemple pour publier des bulletins des collèges en langue des signes américaine.
Sutton indique que SignWriting a été utilisé ou étudié dans plus de 40 pays, et sur tous les continents habités. Cependant, il n'y a pas d'indication de l'ampleur de son utilisation dans chaque pays.

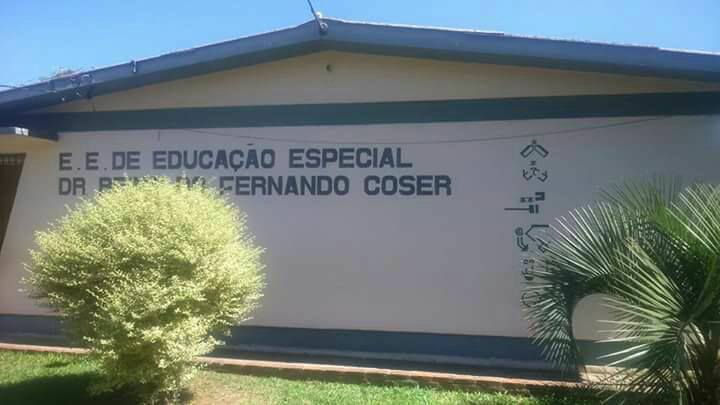
Escola Estadual de Educação Especial Dr. Reinaldo Fernando Cóser

Au Brésil, lors de la réunion annuelle de la FENEIS (Association nationale des sourds) en 2001, l'association a adopté par vote SignWriting comme méthode de référence de transcription de la Lingua Brasileira de Sinais (Libras) sous forme écrite. Cette association a adressé au gouvernement brésilien la recommandation que l’écriture gestuelle soit enseignée dans toutes les écoles des Sourds. Actuellement, SignWriting est enseigné au niveau universitaire à l'Université fédérale de Santa Catarina dans le cadre de son programme de langue des signes brésilienne. SignWriting est également utilisé dans le Dictionnaire brésilien de la langue des signes récemment publié, contenant plus de 3 600 signes utilisés par les sourds de São Paulo, publié par l'Université de São Paulo sous la direction du professeur Fernando Capovilla (EJ669813 - Lexicographie et technologie de la langue des signes brésilienne : Dictionary, Digital Encyclopedia, Chereme-based Sign Retrieval, and Quadriplegic Deaf Communication Systems. Extrait du Educational Resources Information Center).
Certaines études initiales suggéraient que les communautés sourdes préfèrent les systèmes vidéo ou d'écriture pour la langue dominante, mais cette affirmation a été battue en brèche par les travaux de Steve et Dianne Parkhurst en Espagne, où ils ont constaté après une résistance initiale, un regain d'intérêt par la suite, et enfin de la fierté de disposer de cette écriture. « Si les personnes sourdes apprennent à lire et à écrire dans leur propre système de signature, cela augmente leur estime de soi », explique Dianne Parkhurst.
Depuis 2010, SignWriting est largement utilisé sur les forums internationaux Sign. Il est adopté dans pas moins de 40 pays, parmi lesquels le Brésil, l'Éthiopie, la France, l'Allemagne, l'Italie, le Portugal, l'Arabie saoudite, la Slovénie, la Tunisie et les États-Unis. 
SignWriting, comme l'ISWA (International Sign Writing Alphabet), a été proposé comme l'équivalent signé de l'alphabet phonétique international[réf. à confirmer].
Il a été recommandé que les pays adaptent ce signe langue par langue.
Deux thèses de doctorat ont porté sur l'application de SignWriting à une langue des signes spécifique : la langue des signes maltaise, et la langue des signes italienne.

## Symbolisme

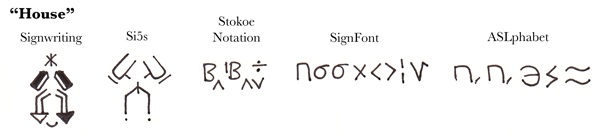
Comparaison du mot House dans différents systèmes d'écriture pour les langues signées.

Dans SignWriting les mots en langue des signes sont représentés par une combinaison de symboles iconiques décrivant les formes des mains, l'orientation, les emplacements du corps, les expressions faciales, les contacts et le mouvement,.
En tant qu'écriture du signe lui-même, SignWriting représente la construction physique effective des signes plutôt que leur signification. Autrement dit, les caractères SignWriting représentent les paramètres physiques de la signature (forme de la main, emplacement, mouvement, etc.), et non la signification des signes, d'une manière analogue à ce qui a été traditionnellement défendu hangul[pas clair].
Aucune analyse phonémique ou sémantique d'une langue n'est donc nécessaire pour l'écrire.
Une personne qui a appris le système peut « ressentir » un signe inconnu, de la même manière qu'une personne anglophone peut « entendre » un mot inconnu écrit en alphabet latin, sans même avoir besoin de savoir ce que signifie le signe.
Le nombre de symboles est important, et permet souvent d'écrire un même signe de plusieurs façons différentes. Tout comme il a fallu plusieurs siècles pour que l'orthographe anglaise soit normalisée, l'orthographe dans SignWriting n'est pas (encore) standardisée pour aucune langue des signes, induisant de nombreux synonymes.
Les mots peuvent être écrits du point de vue du signataire, ou du spectateur, ces deux conventions conduisant à deux formes équivalentes mais en miroir l'une de l'autre.
Cependant, presque toutes les publications utilisent le point de vue du signataire, et supposent que la main droite est dominante. Sutton avait initialement conçu le script pour qu'il soit écrit horizontalement (de gauche à droite), comme l'anglais, et du point de vue de l'observateur, mais l'a ensuite changé en vertical (de haut en bas) et du point de vue de le signataire, pour se conformer aux souhaits des écrivains sourds.

### Orientation de la main
L'orientation face ou dos de la paume est indiquée en remplissant le glyphe de la forme de la main : un glyphe de contour creux (blanc) indique que l'on fait face à la paume de la main, un glyphe rempli (noir) indique que l'on fait face au dos de la main, et un ombrage divisé indique que l'on voit la main de côté.
Bien qu'en réalité le poignet puisse se tourner vers des positions intermédiaires, seules les quatre orientations de la paume, du dos et de chaque côté sont représentées dans SignWriting, car elles sont suffisantes pour représenter les langues des signes.
Un glyphe d'un seul tenant indique que la main est placée dans le plan vertical (mur ou visage) devant le signataire, comme lorsqu'on signe une orthographe.
Un glyphe coupé en deux par une bande blanche signifie que la main se trouve dans le plan horizontal, parallèle au sol. Pour ce dernier cas, s'il y a des lignes pour les doigts étendus à partir de la base, alors la bande blanche les sépare de la base et laisse celle-ci intacte ; s'il s'agit d'un glyphe sans doigt en forme de main de base, comme le simple carré ou le cercle, alors la bande blanche le traverse.
Ces diagrammes peuvent également être tournés pour montrer les doigts pointant vers le côté ou vers le signataire. Bien qu'un nombre indéfini d'orientations puisse être représenté de cette façon, en pratique, seulement huit sont utilisées pour chaque plan, c'est-à-dire que seuls des multiples de 45 ° sont autorisés.

### Forme de la main

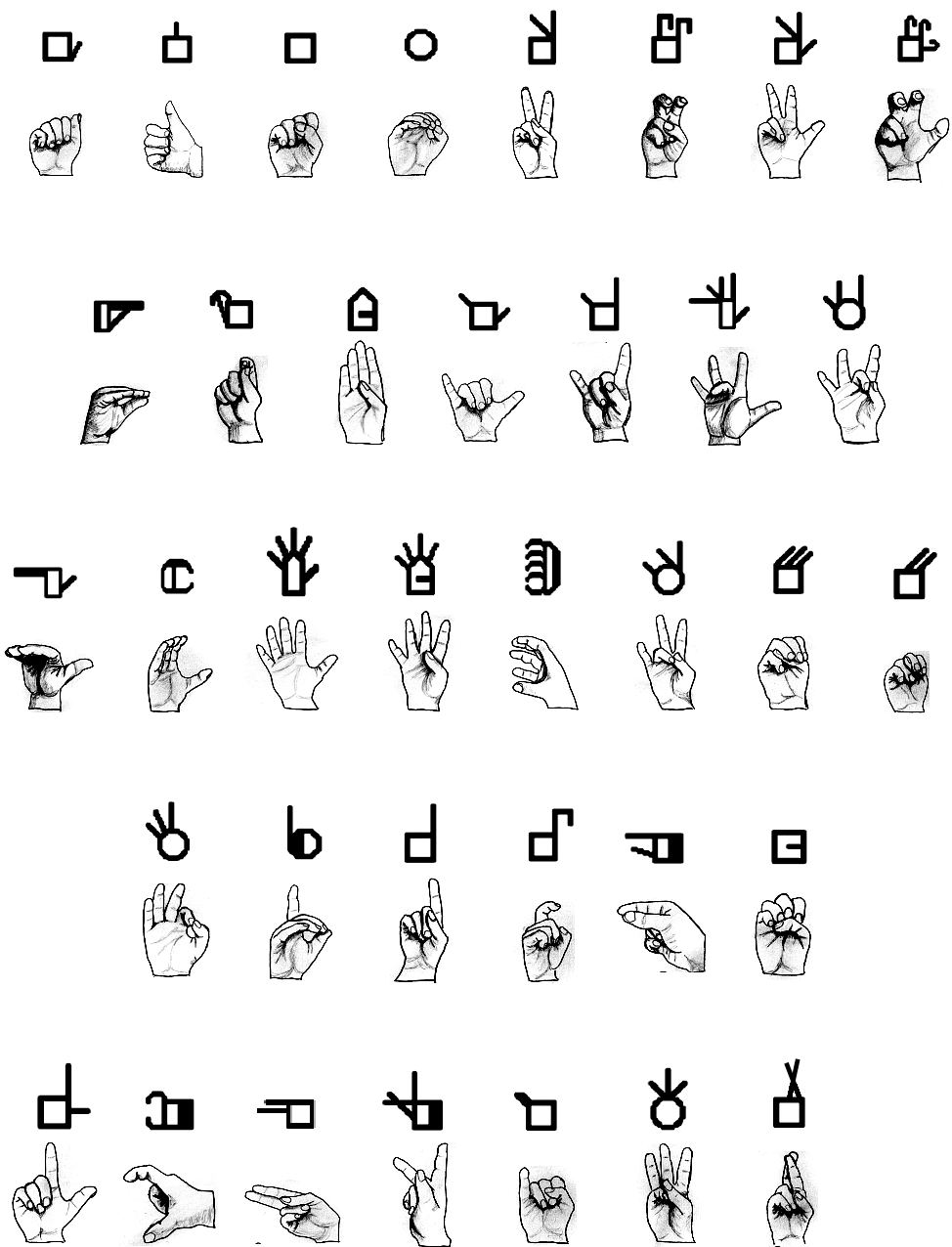
Exemples de formes de main, et icônes correspondantes en SignWriting

Il existe plus d'une centaine de glyphes pour les formes de main, mais tous sont basés sur cinq éléments de base :
- Un carré représente un poing fermé, avec les jointures des doigts fléchis pliés à 90° de sorte que les doigts touchent la paume et que le pouce repose sur les doigts. Modifié comme décrit ci-dessous, il indique qu'au moins un des quatre doigts touche la paume de la main.
- Un cercle représente un « poing ouvert », une main où le pouce et les doigts sont fléchis de manière à toucher à leurs extrémités. Modifié, il indique qu'au moins un doigt touche le pouce de cette façon.
- Un pentagone (triangle au sommet d'un rectangle) représente une main plate, où tous les doigts sont droits et en contact.
- Une forme en « C » représente une main où le pouce et les doigts sont courbés, mais pas assez pour toucher. peut être modifié pour montrer que les doigts sont écartés.
- Une forme inclinée, comme un « L » gras, montre que les quatre doigts sont plats (droits et en contact), mais pliés à 90° par rapport au plan de la paume. Il ne se présente pas sous la forme d'une simple forme, mais doit inclure une indication de l'emplacement du pouce, soit sur le côté, soit en touchant le bout des doigts.

Ces formes de base sont modifiées avec des lignes qui dépassent de leurs faces et coins pour représenter des doigts qui ne sont pas positionnés comme décrit ci-dessus. Les lignes droites représentent les doigts droits (ceux-ci peuvent être à un angle pour indiquer qu'ils ne sont pas alignés avec la paume ; s'ils pointent vers ou loin du signataire, ils ont une forme de diamant à la pointe) ; lignes courbes pour les doigts courbes (en forme de coupe) ; lignes crochues pour les doigts crochus; lignes à angle droit, pour les doigts pliés à une seule articulation ; et les lignes croisées, pour les doigts croisés, comme indiqué dans le tableau à droite. Le pentagone et C ne sont modifiés que pour montrer que les doigts sont écartés plutôt qu'en contact ; l'angle n'est modifié que pour indiquer si le pouce touche le bout des doigts ou s'il fait saillie sur le côté. Bien qu'il existe des généralisations qui peuvent être faites pour les dizaines d'autres glyphes, qui sont basées sur le cercle et le carré, les détails sont quelque peu idiosyncratiques et chacun doit être mémorisé.

### Mouvement de la main

SignWriting pour le terme « SignWriting » en langue des signes américaine
Pour le signe du haut, les deux carrés correspondent à des poings fermés avec pouce levés et vus de côté. Les flèches indiquent que les deux mains « 1 » se déplacent en cercles verticaux, et que bien qu'elles se déplacent en même temps (les deux déplacements sont liés), la main gauche (pointe de flèche creuse) s'éloigne du corps (ligne mince) en remontant tandis que la main droite (pointe de flèche pleine) commence près du corps (ligne épaisse) en descendant.
Dans le signe du bas, la main droite est poing fermée avec l'index rejoignant le pouce, et la gauche est à plat. La main droite paume vers le bas se déplace vers le bas par rapport à la main stationnaire paume vers le haut.

Des centaines de flèches de différentes sortes sont utilisées pour indiquer le mouvement des mains dans l'espace. La notation des mouvements devient assez complexe, et parce qu'elle est plus exacte qu'elle ne doit l'être pour n'importe quelle langue des signes, différentes personnes peuvent choisir d'écrire le même signe de différentes manières.
Pour le mouvement avec la main gauche, la pointe de flèche en forme de Δ est creuse (blanche) ; pour le mouvement avec la main droite, il est solide (noir). Lorsque les deux mains se déplacent comme une seule, une pointe de flèche ouverte (en forme de)) est utilisée.
Comme pour l'orientation, les flèches de mouvement distinguent deux plans : le mouvement dans le plan vertical (haut et bas) est représenté par des flèches à double tige, comme en bas du diagramme à gauche, tandis que les flèches à tige simple représentent un mouvement parallèle au sol (aller-retour). De plus, le mouvement dans un plan diagonal utilise des flèches modifiées à double tige : une barre transversale sur la tige indique que le mouvement est également éloigné vers le haut ou vers le bas, et un point plein indique un mouvement approchant. Le mouvement de va-et-vient qui passe également au-dessus ou au-dessous de quelque chose utilise des flèches à tige unique modifiées, la partie de la flèche représentant un mouvement proche plus épais que le reste. Celles-ci sont emblématiques, mais conventionnelles, et doivent donc être apprises individuellement.
Les mouvements droits sont dans l'une des huit directions pour l'un ou l'autre des plans, comme dans les huit directions principales d'une boussole. Une longue flèche droite indique le mouvement du coude, une flèche courte avec une barre transversale derrière elle indique le mouvement du poignet et une simple flèche courte indique un petit mouvement. (Doublé, dans des directions opposées, ceux-ci peuvent montrer un signe de tête du poignet.) Une flèche incurvée secondaire traversant la flèche principale montre que le bras se tord pendant qu'il se déplace. (Doublées, dans des directions opposées, elles peuvent montrer des tremblements de la main.) Les flèches peuvent tourner, se courber, zigzaguer et boucler.

### Mouvement des doigts
Il n'y a que quelques symboles pour le mouvement des doigts. Ils peuvent être doublés pour montrer que le mouvement se répète.
Une  puce pleine représente la flexion de l'articulation médiane d'un doigt ou des doigts, et une balle creuse représente le redressement d'un doigt fléchi. Autrement dit, une main « D » avec une balle solide signifie qu'elle devient une main « X », tandis qu'une main « X » avec une balle creuse signifie qu'elle devient une main « D ». Si les doigts sont déjà fléchis, une balle solide montre qu'ils se contractent. Par exemple, un carré (poing fermé, main en « S ») avec des balles doubles solides est le signe du «lait» (serrant iconiquement une mamelle).
Un chevron pointant vers le bas représente la flexion des articulations, tandis qu'un chevron pointant vers le haut (^) montre que les articulations se redressent. C'est-à-dire qu'une main en « U » avec un chevron en bas devient une main en « N », tandis que la main en « N » avec un chevron en haut devient une main en « U ».
Un zigzag comme deux chevrons (^^) réunis signifie que les doigts fléchissent de manière répétée et synchronisée. Un zigzag sur deux lignes signifie que les doigts se tortillent ou flottent hors de la synchronisation.

### Mouvement des épaules, de la tête et des yeux
Les flèches sur le visage au niveau des yeux indiquent la direction du regard.

### Contact

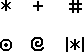
Symboles de contact. De gauche à droite : toucher, saisir, frapper, brosser, frotter, entrer

Six glyphes de contact indiquent un contact manuel avec l'emplacement du panneau. C'est-à-dire qu'un glyphe en forme de main situé sur le côté du visage, avec un glyphe de contact, indique que la main touche le côté du visage. Le choix du glyphe de contact indique la manière du contact :
- un astérisque (∗ ou *) pour toucher simplement l'endroit ;
- un signe plus (+) pour saisir l'endroit (généralement l'autre main) ;
- un signe dièse / hachage (#) pour frapper l'endroit ;
- un cercle avec un point à l'intérieur (⊙) pour brosser le lieu puis le quitter ;
- une spirale (꩜ ou peut être approchée avec @) pour frotter l'endroit et ne pas partir, s'il n'y a pas de flèche supplémentaire, il est entendu qu'elle est en cercles ;
- deux barres de chaque côté d'un symbole de contact (| ∗ |) pour indiquer que le contact se produit entre les éléments du lieu de contact ; généralement entre les doigts, ou à l'intérieur d'une forme de main circulaire (un contact autre que l'astérisque de base est rarement utilisé entre les barres).

### Emplacement
Si la main qui signe est située de l'autre côté, le symbole correspondant est l'une des formes de main ci-dessus. En pratique, seul un sous-ensemble des formes de main les plus simples se produit.
Des symboles supplémentaires sont utilisés pour représenter les emplacements des signes sur le visage ou les parties du corps autres que les mains. Un cercle montre la tête.

### Expression
Il existe des symboles pour représenter les mouvements du visage qui sont utilisés dans diverses langues des signes, y compris les yeux, les sourcils, les mouvements du nez, les joues, les mouvements de la bouche et les changements respiratoires. La direction du mouvement de la tête et des yeux peut également être indiquée.

### Mouvement du corps
Les épaules sont représentées par une ligne horizontale. De petites flèches peuvent être ajoutées pour montrer le mouvement des épaules et du torse. Des bras et même des jambes peuvent être ajoutés si nécessaire.

### Prosodie
Il existe également des symboles qui indiquent la vitesse du mouvement, qu'il soit simultané ou alterné, et la ponctuation.
Ponctuation
Il existe divers symboles de ponctuation qui correspondent à des virgules, des points, des points d'interrogation et d'exclamation et d'autres symboles de ponctuation d'autres scripts. Ceux-ci sont écrits entre les signes et les lignes ne se séparent pas entre un signe et son symbole de ponctuation suivant.

## Disposition des symboles

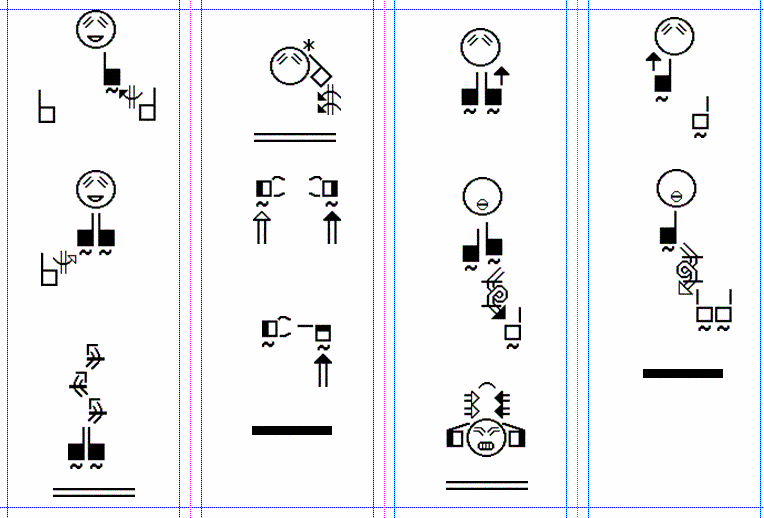
Un exemple de SignWriting écrit en colonnes, la traduction ASL de la comptine Jack and Jill.

L'une des caractéristiques inhabituelles de SignWriting est d'utiliser une mise en page bidimensionnelle des icônes dans le cadre d'une « boîte à signe » invisible. Les positions relatives des symboles dans la boîte représentent iconiquement les emplacements des mains et des autres parties du corps impliquées dans le signe représenté.
Ceci distingue SignWriting des autres scripts de langue des signes, qui organisent les symboles de manière linéaire, comme pour l'écriture des langues parlées. Cependant, étant donné que dans les langues des signes, de nombreux paramètres phonétiques sont articulés simultanément, ces autres scripts nécessitent des conventions arbitraires pour spécifier l'ordre des différents paramètres de forme, d'emplacement, de mouvement, etc. autre à l'intérieur d'un signe. La disposition en deux dimensions entraîne moins d'arbitraire et une plus grande iconicité que les autres scripts en langue des signes.
Au-delà de chaque bloc, cependant, l'écriture est linéaire, reflétant l'ordre temporel des signes. Les signes sont le plus souvent maintenant écrits dans des colonnes verticales (bien qu'autrefois ils étaient écrits horizontalement). Les encadrés sont disposés de haut en bas dans la colonne, entrecoupés de symboles de ponctuation, et les colonnes progressent de gauche à droite sur la page. Dans une colonne, des panneaux peuvent être écrits au centre, ou décalés vers la gauche ou la droite dans des « voies » pour indiquer des déplacements latéraux du corps.

## Ordre des signes dans les dictionnaires
Sutton ordonne les signes en dix groupes, suivant les doigts qui sont étendus sur la main dominante. Ils sont équivalents aux chiffres un à dix en ASL.
Chaque groupe est ensuite subdivisé en fonction de la forme réelle de la main, puis à nouveau subdivisé en fonction du plan dans lequel se trouve la main (vertical, puis horizontal), puis à nouveau en fonction de l'orientation de base de la main (paume, côté, dos).
Un ordre lexicographique a été proposé en utilisant ces premiers éléments, et des exemples à la fois de la langue des signes américaine et de la langue des signes brésilienne (LIBRAS). 
Le système actuel de commande pour SignWriting est appelé la séquence de symboles de signe qui est analysée par le créateur de chaque signe telle qu'elle est enregistrée dans le dictionnaire en ligne. Ce système permet un classement interne par fonctionnalités, notamment la forme de la main, l'orientation, la vitesse, l'emplacement et d'autres fonctionnalités en cluster, qui ne figurent pas dans les dictionnaires parlés.

## Avantages et inconvénients
Parmi les avantages de SignWriting, par rapport à d'autres systèmes d'écriture pour les langues des signes, on peut citer :
- Son iconicité facilite l'apprentissage de la lecture, en particulier l'iconicité qui résulte d'une mise en page en deux dimensions au lieu d'une seule.
- Il a des mécanismes détaillés pour représenter l'expression faciale et d'autres non manuels.
- Il a été étudié pour être utilisé avec de nombreuses langues des signes différentes.

Cependant, il présente également quelques inconvénients :
- La taille de son jeu de symboles et les petits détails qui peuvent être écrits créent un défi pour apprendre à écrire. Cela signifie également que la forme écrite est largement situationnelle et inventive ; différentes personnes peuvent écrire le même signe de différentes manières, et une seule personne peut alterner entre les transcriptions.
- La disposition spatiale bidimensionnelle des symboles SignWriting au sein de chaque signe, bien qu'elle soit plus iconique qu'une disposition linéaire, a un coût. SignWriting nécessite actuellement un logiciel spécial ; SignWriting ne peut pas être utilisé comme texte ordinaire dans des traitements de texte normaux ou d'autres logiciels d'application. En guise de solution de contournement, un logiciel est disponible sur le site Web de SignWriting qui permet à un panneau, une fois assemblé avec un logiciel SignWriting spécial, d'être copié facilement sous forme d'image graphique dans un logiciel de traitement de texte ou de PAO.

Le système SignPuddle est une représentation sous forme de chaîne de texte en clair de signes. Il peut être stocké en texte brut n'importe où, et être remplacé par des panneaux avec des programmes spéciaux tels que le serveur d'icônes SignWriting.
Un projet de norme RFC a été proposé, qui a évolué plus tard en un projet de norme plus stricte connu sous le nom de « Formal Signwriting ».
Il existe également une police TrueType expérimentale qui utilise la technologie SIL Graphite pour transformer automatiquement ces séquences en signes.

## Unicode
SignWriting est le premier système d'écriture pour les langues des signes à être inclus dans la norme Unicode. 672 caractères ont été ajoutés dans Sutton SignWriting (bloc Unicode) de Unicode version 8.0 publié en juin 2015. Cet ensemble de caractères est basé sur le jeu de symboles normalisé de SignWriting et le modèle de codage de caractères défini,.
La norme Unicode ne couvre que le jeu de symboles. Il ne traite pas de la mise en page, du positionnement des symboles en deux dimensions. Historiquement, le logiciel a enregistré la position en utilisant les coordonnées cartésiennes (X-Y) pour chaque symbole. 
Étant donné qu'Unicode se concentre sur les symboles qui ont un sens dans un contexte de texte brut unidimensionnel, les caractères numériques requis pour le placement bidimensionnel n'ont pas été inclus dans la proposition Unicode.
Le bloc Unicode pour Sutton SignWriting est U+1D800 – U+1DAA
Le logiciel actuel enregistre chaque signe sous la forme d'une chaîne de caractères en ASCII ou Unicode. Les logiciels plus anciens peuvent utiliser XML ou un format binaire personnalisé pour représenter un signe. L'écriture de signes formelle utilise des caractères ASCII pour définir la disposition bidimensionnelle au sein d'un signe et d'autres structures simples.
Il serait possible de définir complètement un signe en Unicode avec dix-sept caractères supplémentaires.
Avec l'un ou l'autre jeu de caractères (Unicode ou ASCII), l'orthographe d'un signe produit un mot qui peut être traité efficacement avec des expressions régulières. Ces ensembles sont isomorphes.